# Крестьянка (Алтайский край)
Крестьянка — село в Мамонтовском районе Алтайского края, единственный населённый пункт Крестьянского сельсовета.

## География
Расположено на северном берегу озера Крестьянское на краю Барнаульского ленточного бора в 30 км к югу от села Мамонтово и в 180 км к юго-западу от Барнаула.
Имеется тупиковая подъездная дорога от Мамонтово (через сёла Островное и Чёрная Курья).

## История
Основано в 1771 году. В разные годы село называлось: деревня Лубягина, деревня Крестьянская, село Крестьянское, Ново-Крестьянское.
Входило в состав Касмалинской волости Барнаульского уезда Томской губернии. С 01.01.1907 года — центр Крестьянской волости.
В 1885 году в деревне Крестьянка насчитывалось 50 дворов.
С 1891 по 1913 село активно заселялось переселенцами из центральных губерний. Так, в 1895 году в селе родилось 33 человека, а в 1904—335 человек. 
В 1893 году население деревни Крестьянской составляло 733 человека. Действовало питейное заведение.
| Рождаемость в с. Крестьянка | Рождаемость в с. Крестьянка | Рождаемость в с. Крестьянка | Рождаемость в с. Крестьянка | Рождаемость в с. Крестьянка | Рождаемость в с. Крестьянка | Рождаемость в с. Крестьянка | Рождаемость в с. Крестьянка | Рождаемость в с. Крестьянка | Рождаемость в с. Крестьянка | Рождаемость в с. Крестьянка |
| --------------------------- | --------------------------- | --------------------------- | --------------------------- | --------------------------- | --------------------------- | --------------------------- | --------------------------- | --------------------------- | --------------------------- | --------------------------- |
| Годы                        | 1882                        | 1883                        | 1884                        | 1885                        | 1886                        | 1887                        | 1888                        | 1889                        | 1895                        | 1904                        |
| Родилось                    | 19                          | 13                          | 18                          | 26                          | 23                          | 28                          | 43                          | 42                          | 33                          | 335                         |

В 1889 году в селе построена деревянная Покровская церковь, относящаяся к 37 благочинию Томской епархии и церковно-приходская школа при ней. Действовало 2 маслодельных завода по производству сливочного масла, один из которых был артельным. 
01.01.1907 года, село Крестьянское выделилось из Касмалинской волости и стало волостным центром Крестьянской волости. Волость эта просуществовала вплоть до 1924 года, до ее включения в Мамонтовский район. 
В 1909 году была проведена топографическая съемка села, размежевание земли, перепись причисленных и непричисленных крестьян и разделение их наделов. Решение о размежевании принималось на сельском сходе. В сельском сходе участвовало 168 человек.  
В 1909-1910е годы сельским старостой был Выдрин - выходец из села Русское Поречное, Суджанского уезда, Курской губернии. Менее чем за 10 лет жизни на новой земле он завоевал уважение и авторитет у односельчан. 
Из сел Черкасское Поречное и Русское Поречное Суджанского уезда, в село переселились следующие семейства: Ильины, Вастьяновы, Выдрины и другие. 
В селе жили переселенцы из разных губерний. 
По состоянию на 1911 год, в селе действовали: винная лавка, пивная лавка, хлебозапасный общественный магазин, 28 ветряных мельниц, 3 мануфактурные лавки и 3 мелочные. В селе проводились 2 ежегодные ярмарки: 6 июня и 10 октября.
В 1911 году в селе было 385 дворов и 2395 жителей.
На 1912 год в селе действовал волостной суд. 
Во время Гражданской войны жители села вступали в ряды красных партизан, участвовали в борьбе против Колчака. В соседнем селе Мельниково велись бои. 
В начале 1920-х годов в селе действовали ликбезы, велась борьба с неграмотностью, была проведена перепись неграмотного населения по сельсоветам. Велись просветительские занятия для взрослых.
В  1920-1923 году в селе было несколько крестьянских коммун. Так, в коммуне "Пример №2" было около 50 участников. 
В первой половине 1924 года село вошло в состав Мамонтовского района.
23 мая 1924 года была проведена местная перепись населения. На 23.05.1924 в селе жило 3047 человек, было 567 домохозяйств. Среди этого населения были первые лишнецы (около 100 человек). 
В этот же год была проведена топографическая съемка села и окрестных сел волости.
К началу 30-х годов, в селе и во всем районе проводятся массовые раскулачивания, семьи кулаков выселяются.

## Население
| 1926  | 1997  | 1998  | 1999  | 2000  | 2001  | 2002  |
| ----- | ----- | ----- | ----- | ----- | ----- | ----- |
| 2674  | ↘1656 | ↘1593 | ↘1572 | ↘1560 | ↘1481 | ↘1409 |
| 2003  | 2004  | 2005  | 2006  | 2007  | 2008  | 2009  |
| ↗1427 | ↘1420 | ↘1345 | ↗1348 | ↗1364 | ↘1330 | ↘1279 |
| 2010  | 2011  | 2012  | 2013  | 2014  | 2015  | 2016  |
| ↘1225 | ↗1260 | ↘1246 | ↘1219 | ↘1209 | ↘1202 | ↗1204 |
| 2017  | 2018  | 2019  | 2020  | 2021  |       |       |
| ↘1201 | ↘1179 | ↗1185 | ↘1175 | ↘1161 |       |       |

Национальный состав: русские — 89 % (2002).